# Intoxication des abeilles

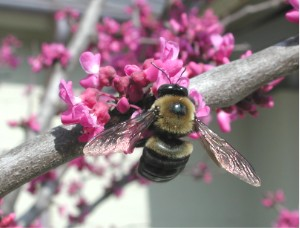
Xylocopa virginica (abeille charpentière orientale) mâle sur gainier du Canada (Cercis canadensis).

L'intoxication des abeilles peut provenir de la présence dans leur environnement de divers composés chimiques toxiques. Ces composés sont soit divers produits chimiques synthétiques, en particulier des insecticides, soit des produits chimiques d'origine végétale, tels que l'éthanol résultant de la fermentation de matières organiques. L'intoxication alcoolique des abeilles peut résulter d'une exposition à l'éthanol provenant du nectar fermenté, des fruits mûrs et des produits chimiques artificiels et naturels présents dans l'environnement,.
Les effets de l'alcool sur les abeilles sont suffisamment similaires à ses effets sur l'humain pour que les abeilles aient été utilisées comme modèle pour l'intoxication humaine à l'éthanol. Le métabolisme de l'abeille et de l'humain est suffisamment différent pour que les abeilles puissent collecter en toute sécurité des nectars de plantes contenant des composés toxiques pour l'humain. Le miel produit par les abeilles à partir de ces nectars toxiques peut être toxique s'il est consommé par les humains. De nombreuses personnes ont mangé du miel toxique et sont tombés gravement malades.
Les processus naturels peuvent également provoquer la formation de substances toxiques dans du miel produit à partir de nectar non toxique. Les micro-organismes contenus dans le miel peuvent convertir une partie des sucres du miel en éthanol. Ce processus de fermentation alcoolique est intentionnellement exploité pour produire une boisson alcoolisée, l'hydromel, à partir de miel fermenté.

## Éthanol

### Effets de l'intoxication

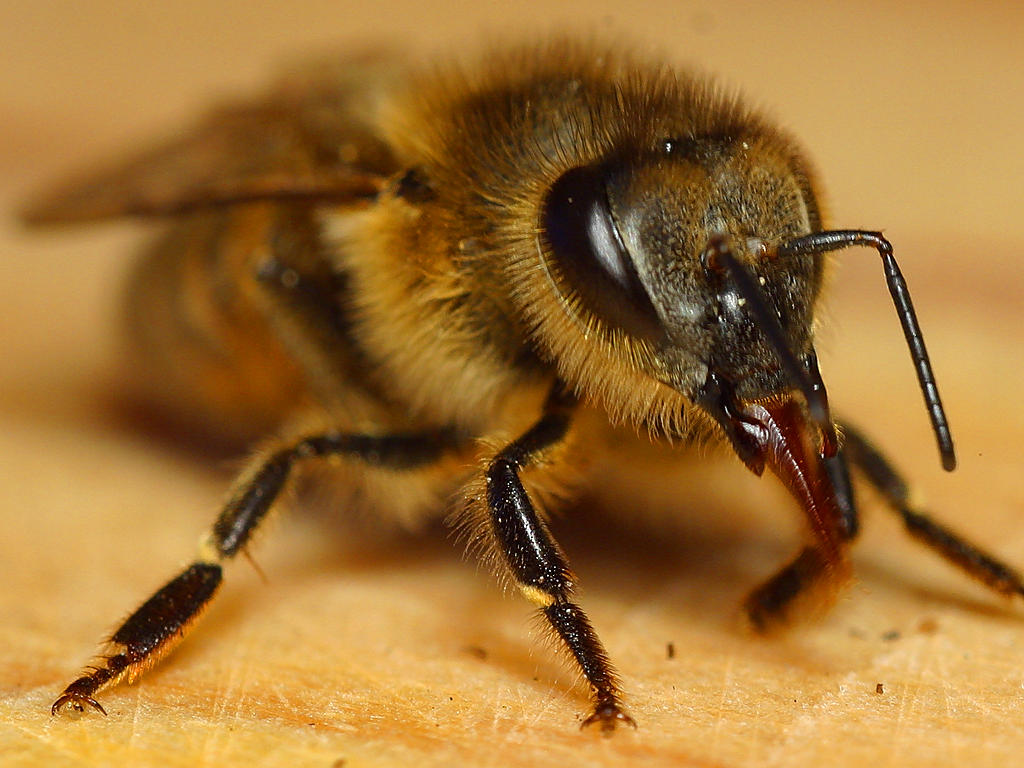
Abeille montrant sa trompe (proboscis).

L'introduction de certaines substances chimiques — telles que l'éthanol ou des pesticides, ou des produits biochimiques toxiques défensifs synthétisés par les plantes — dans l'environnement d'une abeille peut provoquer chez celle-ci un comportement anormal ou inhabituel et la désorienter. En quantité suffisante, ces produits chimiques peuvent empoisonner l'abeille et même la tuer. Les effets de l'alcool sur les abeilles sont reconnus depuis longtemps. Ainsi, John Cumming a décrit ces effets dans une publication de 1864 sur l'apiculture.
Lorsque les abeilles sont intoxiquées par la consommation d'éthanol ou empoisonnées par d'autres produits chimiques, leur équilibre est affecté et leur marche devient vacillante. Le groupe de Charles Abramson à l' université d'État de l'Oklahoma a placé des abeilles en état d'ébriété sur des roues en mouvement, où elles ont présenté des difficultés de locomotion. Ils ont également mis les abeilles mellifères dans des cages d'expérimentation en utilisant un stimulus pour encourager les abeilles à bouger. Ils ont constaté qu'elles étaient moins mobiles à mesure qu'elles devenaient plus intoxiquées.
Une abeille ivre est plus susceptible de tirer sa trompe, ou proboscis. Les abeilles enivrées passent plus de temps à voler. Si une abeille est suffisamment intoxiquée, elle se couche simplement sur le dos et agite ses pattes. Les abeilles enivrées ont généralement beaucoup plus d'accidents de vol. Certaines abeilles qui consomment de l'éthanol deviennent trop ivres pour retrouver leur chemin vers la ruche et peuvent en mourir. Bozic et al.  (2006) ont constaté que la consommation d'alcool par les abeilles perturbait la recherche de nourriture et les comportements sociaux, et avait des effets similaires à l'intoxication par les insecticides. Certaines abeilles deviennent plus agressives après avoir consommé de l'alcool.
L'exposition à l'alcool peut avoir un effet prolongé sur les abeilles, pouvant durer jusqu'à 48 heures. Ce phénomène est également observé chez les mouches des fruits, et est connecté chez les mouches des fruits à un neurotransmetteur, l'octopamine, qui est également présent chez les abeilles.

### Les abeilles comme modèles d'intoxication à l'éthanol
En 1999, les recherches de David Sandeman ont conduit à la réalisation que les modèles d'ivresse des abeilles sont potentiellement utiles pour comprendre l'intoxication alcoolique chez les vertébrés et même chez l'homme :

« Les progrès accomplis au cours des trois dernières décennies dans notre compréhension des systèmes nerveux sont impressionnants et proviennent d'une approche à multiples facettes de l'étude des animaux vertébrés et invertébrés. Un sous-produit presque inattendu de l'étude parallèle des systèmes nerveux des vertébrés et des invertébrés qui est explorée dans cet article est la vue émergente d'un réseau complexe d'homologie évolutive et de convergence exposée dans la structure et la fonction des systèmes nerveux de ces deux grands groupes paraphylétiques d'animaux. »

Le comportement des abeilles mellifères intoxiquées par l'éthanol est étudié par des chercheurs de l'université d'État de l'Ohio, de l'université d'État de l'Oklahoma, de l'université de Ljubljana en Slovénie et d'autres sites, en tant que modèle potentiel des effets de l'alcool sur l'homme. À l'université d'État de l'Oklahoma, par exemple, les recherches d'Abramson ont révélé des corrélations significatives entre les réactions des abeilles et celles de certains vertébrés à l'exposition à l'éthanol :

« Le but de cette expérience était de tester la faisabilité de créer un modèle animal de consommation d'éthanol en faisant appel à des insectes sociaux… Les expériences sur la consommation, la locomotion et l'apprentissage suggèrent que l'exposition à l'éthanol influence le comportement des abeilles mellifères de manière similaire à ce qui est observé dans les expériences avec des vertébrés analogues. »

On a ainsi découvert que « le système nerveux des abeilles mellifères est similaire à celui des vertébrés »,. Ces similitudes sont suffisamment prononcées pour même permettre de tirer des informations sur le fonctionnement du cerveau humain de la réaction des abeilles à certains produits chimiques. Julie Mustard, chercheuse à l'université d'État de l'Ohio, a expliqué que :

« Au niveau moléculaire, le cerveau des abeilles et le cerveau humain fonctionnent de la même manière. Savoir comment la consommation chronique d'alcool affecte les gènes et les protéines dans le cerveau des abeilles peut nous aider à comprendre comment l'alcoolisme affecte la mémoire et le comportement chez l'homme, ainsi que la base moléculaire de la dépendance,. »

L'évaluation d'un modèle basé sur les abeilles pour l'enivrement à l'éthanol des vertébrés vient de commencer, mais semble prometteuse. Les abeilles sont nourries avec des solutions d'éthanol et leur comportement observé. Les chercheurs placent les abeilles dans de minuscules harnais et les nourrissent à des concentrations variables d'alcool introduites dans des solutions sucrées,. Des tests de locomotion, de recherche de nourriture, d'interaction sociale et d'agressivité sont effectués. Mustard a noté que « l'alcool affecte les abeilles et les humains de manière similaire - il altère le fonctionnement moteur ainsi que l'apprentissage et le traitement de la mémoire »,.
L'interaction des abeilles avec l'antabuse (disulfirame, médicament couramment administré pour traiter l'alcoolisme) a également été testée.

## Exposition des abeilles à d'autres produits chimiques toxiques et enivrants

### Produits chimiques synthétiques
Les abeilles peuvent être gravement et même mortellement affectées par des pesticides et d'autres produits chimiques que l'homme a introduits dans l'environnement. Elles peuvent paraître ivres et étourdies, voire mourir. C'est grave car cela a des conséquences économiques importantes pour l'agriculture.

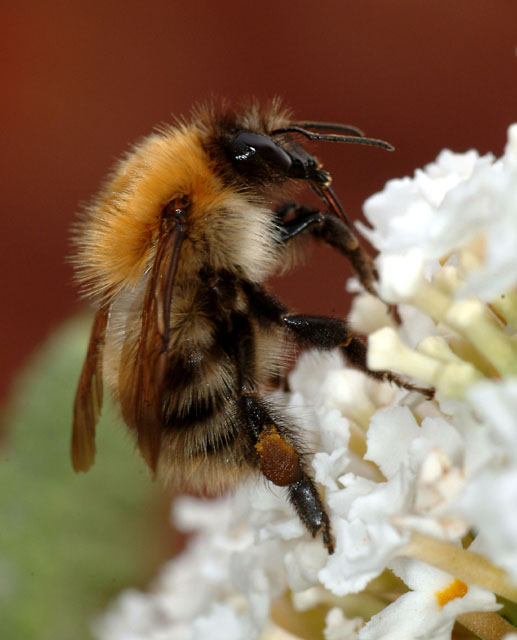
Bourdon.

Ce problème fait l’objet d’une préoccupation croissante. Par exemple, des chercheurs de l'université de Hohenheim (Allemagne) étudient comment les abeilles peuvent être empoisonnées par l'exposition aux désinfectants des semences.
En France, le ministère de l'Agriculture a chargé un groupe d'experts, le Comité scientifique et technique de l'étude multifactorielle sur les abeilles (CST), d'étudier les effets intoxicants et parfois mortels pour les abeilles des produits chimiques utilisés en agriculture.
Des chercheurs de l'Institut de recherche sur les abeilles et du Département de chimie et d'analyse des aliments de la République tchèque se sont penchés sur les effets intoxicants de divers produits chimiques utilisés pour traiter les cultures de colza d'hiver. La Roumanie a souffert d'un cas grave d'intoxication généralisée des abeilles et de mortalité importante des abeilles par la deltaméthrine en 2002. Aux États-Unis, l'Environmental Protection Agency (EPA) a même publié des normes pour tester les produits chimiques susceptibles d'intoxiquer les abeilles.

### Composés chimiques naturels
Les abeilles et d'autres hyménoptères peuvent également être considérablement affectés par des composés naturels présents dans l'environnement en plus de l'éthanol. Par exemple,  Dariusz L. Szlachetko du Département de taxinomie végétale et de conservation de la nature de l' université de Gdańsk a observé des guêpes en Pologne devenues très somnolentes (peut-être en état d'ébriété) après avoir butiné du nectar tiré d'une orchidée nord-américaine du genre Neottia.
Detzel et Wink (1993) ont publié un examen approfondi de 63 types de substances végétales allélochimiques (alcaloïdes, terpènes, glycosides, etc.) et de leurs effets sur les abeilles lorsqu'elles sont butinées. Ils ont découvert que 39 composés chimiques repoussaient les abeilles (principalement des alcaloïdes, coumarines et saponines) et que trois composés terpéniques attiraient les abeilles. Ils rapportent que 17 des 29 substances allélochimiques sont toxiques à certains niveaux (en particulier les alcaloïdes, saponines, glycosides cardiaques et glycosides cyanogènes).
Diverses espèces de plantes sont connues pour avoir du pollen toxique pour les abeilles mellifères, dans certains cas tuant les adultes (par exemple, les espèces du genre Toxicoscordion), dans d'autres cas créant un problème uniquement lorsqu'il est transmis au couvain (par exemple, espèces du genre Heliconia). D'autres plantes ayant du pollen toxique sont Spathodea campanulata et Ochroma lagopus. Le pollen et le nectar du pavier de Californie (Aesculus californica) sont toxiques pour les abeilles, et on estime que d'autres membres de la famille des Hippocastanaceae sont également dans ce cas.

### Ivresse des abeilles et pollinisation

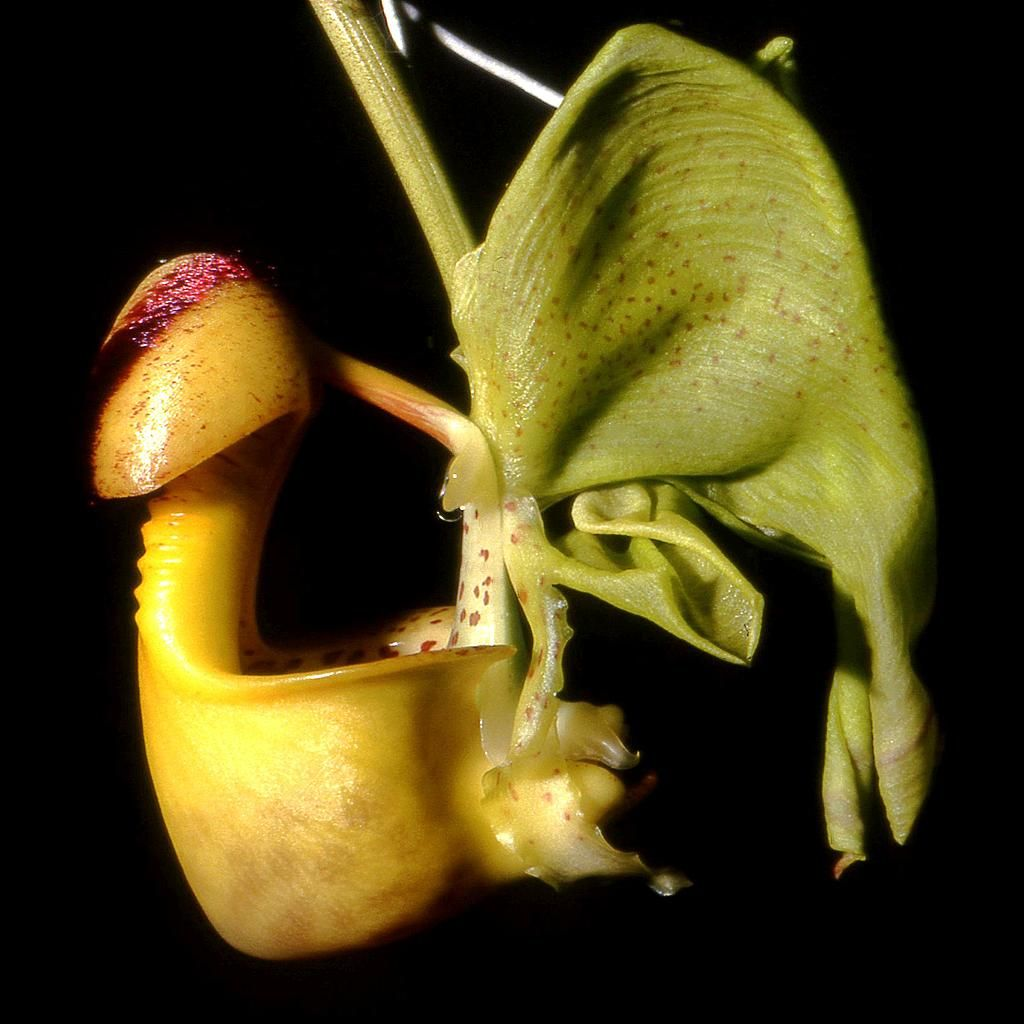
Coryanthes (orchidée-baquet).

Certaines plantes auraient recours à des produits chimiques enivrants pour provoquer chez les abeilles un état d'ébriété et utilisent cette ivresse dans le cadre de leur stratégie de reproduction. Des plantes du genre Coryanthes, orchidées épiphytes d'Amérique du Sud, utiliseraient ce mécanisme. Ces orchidée attirent les abeilles euglossines mâles grâce à leur parfum, dérivé d'une variété de composés aromatiques. Les abeilles stockent ces composés dans des poches spongieuses spécialisées à l'intérieur de leurs pattes postérieures renflées, car elles semblent utiliser l'odeur (ou ses dérivés) pour attirer les femelles.
La fleur est construite de manière à rendre la surface presque impossible à agripper, avec des poils lisses pointant vers le bas. Les abeilles glissent et tombent généralement dans le liquide retenu dans le « baquet » formé par le labelle de la fleur, et la seule voie navigable est un passage étroit et contraignant qui colle une pollinie (sac pollinique) sur leur corps (si la fleur n'a pas été déjà visitée) ou enlève toute pollinie qui s'y trouverait (si la fleur a déjà été visitée). Le passage se resserre après l'entrée d'une abeille et la retient pendant quelques minutes, ce qui permet à la colle de sécher et de fixer la pollinie. Ce processus impliquerait une « ivresse » des abeilles,,, mais cet effet n'a jamais été confirmé.
De cette façon, l'orchidée-baquet passe son pollen de fleur en fleur. Ce mécanisme est presque mais pas tout à fait spécifique à l'espèce, car il est possible à certaines abeilles étroitement apparentées de polliniser une espèce d'orchidée donnée, à condition que les abeilles soient de taille similaire et soient attirées par les mêmes composés.
Van der Pijl et Dodson (1966) ont observé que les abeilles des genres Eulaema et Xylocopa présentent des symptômes d'ivresse après avoir consommé du nectar d'orchidées du genre Sobralia : Sobralia violacea et Sobralia rosea,.
L'orchidée  Gongora horichiana  a été soupçonnée par Lanau (1992) de produire des phéromones comme une abeille euglossine femelle et ressemble même quelque peu à une forme d'abeille euglossine femelle, utilisant ces caractéristiques pour répandre son pollen :

« Une malheureuse abeille mâle, ivre aveugle à cause des phéromones accablantes de la fleur, pourrait bien confondre un champignon avec un compagnon approprié, mais la fleur a fait au moins une modeste tentative de recréer une gestalt semblable à une fausse abeille". »

Cela semble peu probable, étant donné que personne n'a jamais montré que les euglossines femelles produisent des phéromones. Les euglossines mâles produisent des phéromones en utilisant les produits chimiques qu'elles collectent sur les orchidées, et ces phéromones attirent les femelles, plutôt que l'inverse, comme le suggère Cullina (2004).

## Miel toxique

### Grayanotoxine
Certaines substances toxiques pour l'homme n'ont aucun effet sur les abeilles. Si les abeilles tirent leur nectar de certaines fleurs, le miel qui en résulte peut être psychoactif, voire toxique pour l'homme, mais inoffensif pour les abeilles et leurs larves,. L'empoisonnement par ce miel est appelé  maladie du miel qui rend fou.
L'intoxication accidentelle des humains par le miel qui rend fou a été bien documentée par plusieurs auteurs classiques, notamment Xénophon, tandis que l'utilisation délibérée d'un tel miel comme médicament et enivrant (et même hallucinogène) est encore pratiqué par la tribu des Gurungs du Népal, qui a une longue tradition d'escalade dangereuse pour arracher la précieuse marchandise des nids de l'abeille géante de l'Himalay (Apis laboriosa). Le miel ainsi récolté par les Gurungs doit ses propriétés enivrantes au nectar que les abeilles géantes récoltent à partir d'une espèce de rhododendrons à fleurs rouge foncé, qui, à son tour, doit sa toxicité à la grayanotoxine, substance répandue chez les plantes de la famille des Ericaceae, à laquelle appartient le genre Rhododendron.

### Morphine
Du miel contenant de la morphine a été signalé dans des régions où la culture du pavot à opium est répandue.

### Éthanol
Le miel fabriqué à partir du nectar de n'importe quelle plante peut fermenter pour produire de l'éthanol, comme dans le cas de l'hydromel. Les animaux, tels que les oiseaux, qui ont consommé du miel fermenté au soleil peuvent se montrer incapables de voler ou de faire tout autre mouvement normal.
Parfois, le miel est  fermenté intentionnellement pour produire l'hydromel, boisson alcoolisée à base de miel, d'eau et de levure. Le mot « ivre » en grec ancien se traduit parfois par « intoxiqué au miel » et en effet ce concept est inscrit dans le vocabulaire indo-européen commun de l'Antiquité, dans les noms d'au moins deux déesses de l'intoxication personnifiée (évhémérisme) : le terme irlandais medb (ou maeve) et le terme indien madhavi du Mahabharata, apparentés aux termes anglais « mead » (hydromel) et russe медведь (medved désignant l'ours, littéralement « mangeur de miel »).